# Незнамов, Александр Александрович
Алекса́ндр Алекса́ндрович Незна́мов (10 (22) октября 1872, Тульская губерния, Российская империя — 25 июня 1928, Ленинград, СССР) — русский и советский военный историк и теоретик. Участник Русско-японской войны, Первой мировой войны. Генерал-майор.

## Биография
Родился в крестьянской семье. Православный. В 1890 году окончил Тульскую мужскую гимназию.
С 1 октября 1890 года вступил в службу, начав учиться в Инженерном училище, которое окончил в 1893 году. В 1900 году окончил Николаевскую академию Генерального штаба (1900).
В русско-японской войне 1904—1905 годов старший адъютант 35-й пехотной дивизии. С апреля 1905 года преподаватель, с 1908 года профессор Николаевской академии Генштаба, одновременно (1906—1909) член уставной комиссии русской армии.

### В 1-ю мировую войну
Служил в войсках: начальник штаба 55-й пехотной дивизии. Участвовал в боях под Лодзью в 11.1914. Командир 102-го пехотного Вятского полка. Генерал-майор (пр. 24.05.1915; ст. 26.02.1915; за отличия в делах…). За отличия во время боёв под Лодзью начальником штаба 55-й пехотной дивизии награждён Георгиевским оружием (12.06.1915). За отличия награждён орденом Св. Георгия 4-й ст. (11.09.1916). Генерал для поручений при командующем 7-й армией (с 20.11.1915; 8 мес.). Генерал-квартирмейстер штаба 7-й армии (с 12.07.1916; 10 мес.). Исполнял должность начальника штаба 7-й армии (01.05.1917-25.08.1917). В резерве чинов при штабе Одесского ВО (2 мес.). Генерал-квартирмейстер штаба помощника ГК армиями Румынского фронта (с 23.10.1917). Помощник начальника отделения ГУГШ.

### После Октябрьской революции
Перешёл на сторону Советской власти, с 1918 года служил в Управлении военных сообщений РККА. С 15.11.1919 ординарный профессор Военно-инженерной академии РККА, одновременно участвовал в работе военно-исторической комиссии по использованию опыта 1-й мировой войны (1919—1922) и комиссии по разработке уставов РККА (1922—1925). Внёс заметный вклад в разработку тактики общевойскового боя, теории оперативного искусства, в обобщение опыта русско-японской и 1-й мировой войн. Обосновал необходимость тщательной подготовки предстоящих районов боевых действий в инженерном отношении. В своём основном труде «Современная война» применительно к манёвренной войне массовых армий попытался раскрыть характер операции армии как нового явления военного искусства, её подготовку и ведение. С 1922 года — руководитель дисциплин по стратегии и тактике в военных академиях Ленинграда. Умер 25.6.1928 в Ленинграде.

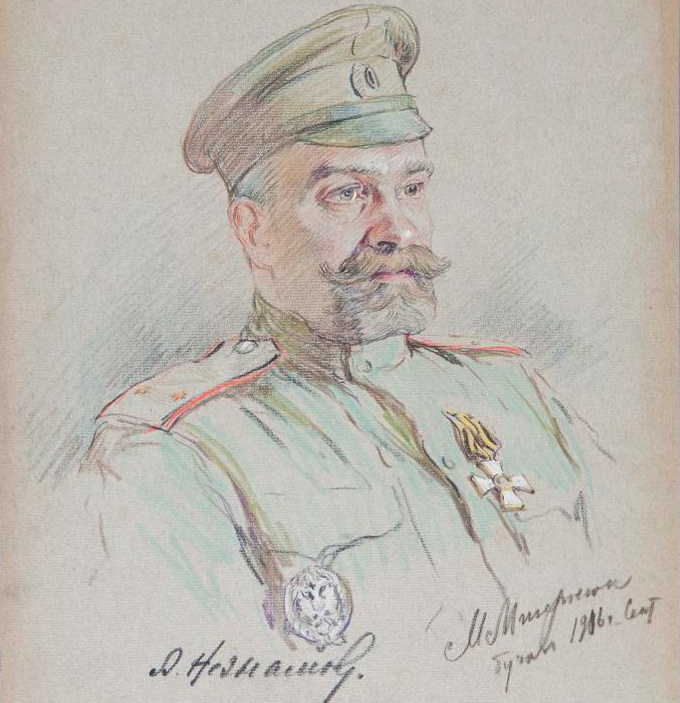
Портрет 1916 г.

## Награды
- орден Святого Станислава 3 степени (1897)
- Св. Анны 4-й ст. (1905)
- Орден Святой Анны 3-й степени с мечами и бантами (1905)
- Орден Святой Анны 2-й степени с мечами (1905)
- Орден Святого Владимира 4-й степени с мечами и бантом (1906)
- Орден Святого Владимира 3-й степени (06.12.1912)
- Мечи к Ордену Святого Владимира 3-й степени (27.04.1915)
- Георгиевское оружие (ВП 12.06.1915)
- Орден Святого Станислава 2-й степени с мечами
- Св. Станислава 1-й ст. с мечами (13.11.1915).
- Орден Святого Георгия 4 степени (ВП 11.09.1916)

Медали
- Медаль «В память 100-летия Отечественной войны 1812» (1912)
- Медаль «В память 300-летия царствования дома Романовых» (1913)
- Медаль «В память Русско-японской войны 1904—1905 гг.» светло-бронзовая

## Сочинения
- Подготовка полевых позиций в инженерном отношении. Варшава, 1902;
- Военная история. Русско-японская война 1904—1905 гг. Операция на р. Шахэ. Спб., 1908;
- Текущие военные вопросы. Спб., 1909; Оборонительная война. Спб., 1909; План войны. Спб., 1913; Основы современной стратегии. М., 1919; Стратегический очерк войны 1914—1918. Ч. 3—4. М., 1922;
- «Пехота». Эволюция боевых форм. Современное вооружение, устройство, тактика, обучение и комплектование пехоты. Пг., 1923;
- Боевые действия соединенных родов войск. М., 1924.